# Peel Session TX 21/07/1998
Peel Session — мініальбом електронного дуету Boards of Canada, що складається з композицій, записаних гуртом для передачі радіоведучого Джона Піла на радіо BBC Radio 1. Peel Session був випущений на лейблі Warp 11 січня 1999 на 12-дюймовій вініловій платівці та компакт-диску, та перевиданий на Warp Records 2019 року.

## Огляд
Як є типовим для записів для радіопередачі Джона Піла на BBC Radio 1, гурт записав 4 композиції наживо у студії BBC у Мейда Вейл, що у Лондоні. Дві з композицій, «Aquarius» та «Olson», раніше випускалися на дебютному альбомі гурту, Music Has the Right to Children, ще одна, «Happy Cycling», випускалася в якості бонус-трека на деяких виданнях цього ж альбому, а композиція «XYZ» є ексклюзивною для цього мініальбому.
Композиції «Aquarius» та «Olson» представлені тут у змінених версіях, про що свідчить підпис «Version 3» (англ. версія 3).
Версія композиції «Happy Cycling», записана під час виступу у студії Мейда Вейл, здалася незадовільною братам Сендісонам, через що, на усіх версіях мініальбому цю композицію було замінено на студійну версію.
Композиція «XYZ» була відсутня з усіх варіантів мініальбому 1999 року через проблеми з отриманням ліцензії на один з семплів, що використовується у композиції. «XYZ» тривалий час була доступна в мережі інтернет у неофіційній версії, записаній під час трансляції радіопередачі (включаючи голос ведучого Джона Піла на початку). 2019 року, під час перевидання мініальбому в межах святкування тридцятиріччя лейблу Warp Records, «XYZ» було включено на мініальбом, що стало першим офіційним виданням композиції.
Згідно інформації на сайті BBC, запис для цього мініальбому було зроблено у лондонській студії BBC Мейда Вейл 16 червня 1998 року.
Судячи з наявних записів радіопередач, виступ Boards of Canada для передачі Джона Піла транслювався на BBC 1 як мінімум двічі. Існують два різних записи з радіо: один запис включає розмову Піла з учасниками гурту; на іншому чутно лише голос Піла.
На компакт-дисках і платівках 1999 року вказано дату 21 липня 1998 – ймовірно, це дата однієї з трансляцій на BBC 1.
15 листопада 2019 мініальбом був перевиданий лейблом Warp Records, цього разу включно з четвертою композицією, «XYZ», а також з новою обкладинкою.

## Список композицій
Автор музики Маркус Еойн та Майкл Сендінсон.. 
| Список композицій видання 1999 року | Список композицій видання 1999 року | Список композицій видання 1999 року |
| #                                   | Назва                               | Тривалість                          |
| ----------------------------------- | ----------------------------------- | ----------------------------------- |
| 1.                                  | «Aquarius (Version 3)»              | 6:24                                |
| 2.                                  | «Happy Cycling»                     | 7:56                                |
| 3.                                  | «Olson (Version 3)»                 | 2:31                                |
| 16:51                               |                                     |                                     |

| Список композицій перевидання 2019 року | Список композицій перевидання 2019 року | Список композицій перевидання 2019 року |
| #                                       | Назва                                   | Тривалість                              |
| --------------------------------------- | --------------------------------------- | --------------------------------------- |
| 1.                                      | «Aquarius (Version 3)»                  | 6:24                                    |
| 2.                                      | «Happy Cycling»                         | 7:56                                    |
| 3.                                      | «Olson (Version 3)»                     | 2:31                                    |
| 4.                                      | «XYZ»                                   | 8:05                                    |
| 24:56                                   |                                         |                                         |